# Cluentum
Cluentum (łac. Cluentensis) - stolica historycznej diecezji w Italii, współcześnie miasto Civitanova Marche w regionie Marche prowincji Macerata we Włoszech. Obecnie katolickie biskupstwo tytularne ustanowione w 1970 przez papieża Pawła VI. 

## Biskupi tytularni
| Lp. | Biskup                          | Funkcja                                   | Od                   | Do                |
| --- | ------------------------------- | ----------------------------------------- | -------------------- | ----------------- |
| 1   | Octavio José Calderón y Padilla | emerytowany biskup Matagalpy (Nikaragua)  | 22 czerwca 1970      | 2 marca 1972      |
| 2   | Vincenzo Maria Farano           | nuncjusz apostolski                       | 8 sierpnia 1973      | 14 sierpnia 1986  |
| 3   | Isidro Sala Ribera              | biskup pomocniczy Abancay (Peru)          | 18 października 1986 | 7 kwietnia 1990   |
| 4   | Osvino José Both                | biskup pomocniczy Porto Alegre (Brazylia) | 26 czerwca 1990      | 22 listopada 1995 |
| 5   | Claudio Maria Celli             | urzędnik Kurii Rzymskiej                  | 16 grudnia 1995      |                   |